# Bell AH-1 SuperCobra
O AH-1 SuperCobra é um helicóptero de ataque fabricado pela empresa americana Bell Helicopters como sucessor do modelo AH-1 Cobra. O AH-1W Super Cobra é a espinha dorsal da frota de helicópteros de ataque do Corpo de Fuzileiros Navais dos Estados Unidos. No serviço ativo desde 1970, eles estão sendo substituídos pelo Bell AH-1Z Viper, uma versão mais moderna.
|  |